# Dipsas perijanensis
Dipsas perijanensis este o specie de șerpi din genul Dipsas, familia Colubridae, descrisă de Aleman 1953. Conform Catalogue of Life specia Dipsas perijanensis nu are subspecii cunoscute.